# Paul Lorenz (Politiker)
Paul Lorenz (* 31. August 1896 in Sulzbach/Saar; † 16. November 1952 in Hausham) war ein saarländischer Politiker (KPD) und Funktionär.

## Leben
Der Bergmannssohn arbeitete in einer Sulzbacher Grube als Hauer. Er war Mitglied der saarländischen KPD und  engagierte sich nach dem Besuch eines Lehrgangs an der Dresdner Parteischule zunächst als Orgleiter (1928) und später als Polleiter (1930–1933) in der Bezirksleitung Saar. 1932 wurde er in den letzten Landesrat des Saargebietes gewählt.
1933 kam es zu Auseinandersetzungen zwischen ihm und seiner Partei in Bezug auf die Aktionseinheit, weswegen er 1934 aus der Bezirksleitung ausgeschlossen und als KPD-Angestellter entlassen wurde. Im Vorfeld der Saarabstimmung 1935 warb Lorenz – im Gegensatz zur KPD – für einen Anschluss des Saargebietes an das Deutsche Reich. Nach der Abstimmung unterschrieb er einen öffentlichen Aufruf zur Unterstützung Hitlers.
Ab dem Jahr 1937 war er wieder als Hauer (Freiburg im Breisgau, St. Georgen im Schwarzwald) tätig, bis er wegen eines Arbeitsunfalls nicht mehr dienstfähig war. Nach dem Krieg übernahm er Positionen im Badischen Gewerkschaftsbund und der IG Bergbau. Lorenz starb während einer Bezirkskonferenz.